# زندگانی (مجله)
زندگانی نام یکی از مطبوعات استان فارس در دوران قاجاریه است.
این مجله از سال ۱۳۳۶ هـ.ق به وسیله حبیب‌الله نوبخت در شیراز به چاپ رسیده است.